# Турка, Инара
Инара Турка (латыш. Ināra Turka; 12 марта 1942 года, Рига) — советский и латвийский биолог и агрохимик. Член ассоциации профессоров Высших учебных заведений Латвии. Редактор от Латвии «Agronomy Research». Действительный член Академии наук Латвии.

## Биография
Родилась 12 марта 1942 в Риге. В 1971 году окончила факультет биологии Латвийского государственного университета. С 1976 года член Латвийского общества энтомологов. В 1980 году в Институте сельского хозяйства в Киеве защитила кандидатскую диссертацию. С 1974 года работает в Латвийском сельскохозяйственном университете, с 1994 года в должности профессора. В 1992 году читала лекции в Шведском университете сельскохозяйственных наук. В 1994 году защитила докторскую работу в Латвийском сельскохозяйственном университете, получив степень хабилитированного доктора биологии. С 1995 года член Латвийской государственной регистрационной комиссии пестицидов. С 1997 года член Ассоциации сельскохозяйственных ученых Северной Европы. В 1998 году награждена Серебряной медалью Министерства сельского хозяйства Латвии. 6 января 2015 года получила награду имени Паулиса Леиньша.
Автор более 170 научных публикаций, 8 монографий и 9 учебных пособий.

## Учебные пособия
- Bankina B., Turka I. (2013) Augu slimību un kaitēkļu uzskaites metodes. Jelgava, Latvijas Lauksaimniecības universitāte. ISBN 978-9984-48-090-9 © B. 2013. 24 lpp.
- Praktikums augu aizsardzības līdzekļu klasifikācijas apguvei. 55 lpp.
- Turka I. (2004) Augu aizsardzība/Augkopība /Red. A.Ruža. Jelgava.- LLU.- 69-87; 190—195.
- Turka I. (2003) Pesticīdu lietošanas riski augu aizsardzībā. Jelgava — LLKC.- 159 lpp.
- Turka I. (2003) Vīrusi kā augu slimību ierosinātāji. Kartupeļu slimības/ Augu slimības/Red.B.Bankina.- Jelgava. — 61-75; 142—160.
- Turka I. (2000) Pesticīdi un vide. LatvijasLauksaimniecības konsultāciju un Izglītības atbalsta centrs. 35.lpp.
- Turka I. (2001)Auguaizsardzība/ Smidzinātāju rokasgrāmata/ Ozolnieki -LLKC.- lpp.41-52.
- Turka I. (1996) Pesticīdu lietošana augu aizsardzībā. — 1996. — Zvaigzne ABC.- 127.lpp.

## Публикации, индексируемые SCOPUS и WEB of Science
- Gailis J., Turka I.(2014) The diversity and structure of ground beetles (Coleoptera:Carabidae) assemblages in differently managed winter wheat. Baltic Journal of Coleopterology. 14 (1).p.33-46.
- Gailis J., Turka I. (2013) Discussion on ground beetles and rove beetles as indicators of sustainable agriculture in Latvia: Review. Proceedings of Annual 19th International Scientific Conference «Research for Rural Development 2013»: Vol1. 58-62
- Grantiņa I., Apenīte I., Turka I. (2011) Identification and control of rape stem weevil Ceuthorrhynchus spp. in winter oilseed rape in Latvia. In: Book of abstracts of 17th Annual International Scientific Conference «Research for Rural Development 2011», Latvia University of Agriculture, Jelgava, Latvia, May 18 — 20 2011, Vol.1.p.13-17.
- Turka I., Vanags J. (2008) Economical aspects for growing of genetically modified rapeseed in Latvia (I). Zemdirbyste — Agriculture.T. 95, Nr.3., pp.115 −220.